# Belfer Center for Science and International Affairs
Das Robert and Renée Belfer Center for Science and International Affairs (kurz Belfer Center) ist ein Institut für Forschung, Lehre und Weiterbildung in den Bereichen internationale Sicherheit, Diplomatie sowie in Umwelt- und Ressourcenfragen der John F. Kennedy School of Government an der Harvard University in Cambridge, Vereinigte Staaten.
Das Belfer Center wurde im Jahr 1973 durch den Biochemiker Paul M. Doty als „Program for Science and International Affairs“ innerhalb der Fakultät für Künste und Wissenschaften an der Harvard University gegründet, um ernsthafte Analysen zu den Themenbereichen nukleare Gefahren und Rüstungskontrolle zur Verfügung zu stellen. Fünf Jahre später ermöglichte ein Stipendium der Ford Foundation die Wiederaufnahme des Programms in Form eines dauerhaft bestehenden Forschungszentrums an der neu gegründeten John F. Kennedy School of Government mit dem Namen Center for Science and International Affairs (CSIA). Im Jahr 1997 erfolgte, nach der Umstrukturierung und Renovierung des Instituts, die Umbenennung zu Ehren von Robert A. Belfer in Robert and Renée Belfer Center for Science and International Affairs (BCSIA).
Es definiert seine Aufgaben dahingehend, dass es zum einen Orientierungsgrundlagen hinsichtlich politischer Erkenntnisse in den Bereichen internationalen Sicherheit, Wissenschaft und Technik, Umweltpolitik sowie in internationalen Angelegenheiten bereichsübergreifend anbietet und zum anderen künftige Generationen von Führungskräften auf ihr Wirken in ebendiesen adäquat vorbereitet.

## Vorstandsmitglieder
Instituts-Vorstandsmitglieder sind:
- Lewis M. Branscomb
- Albert Carnesale
- Ashton B. Carter
- John M. Deutch
- John P. Holdren
- Joseph Nye

## Beirat
Das Institut verfügt über einen großen internationalen Beirat. Mitglieder sind:
- Robert Blackwill, amerikanischer Diplomat
- Timothy Collins, Ripplewood Holdings
- Oleg Deripaska, Rusal
- Tom Foley († 2013), Trilaterale Kommission
- Steven J. Green, früherer amerikanischer Botschafter
- Jahangir Hajiyev, International Bank of Azerbaijan
- Nathaniel Rothschild, 5. Baron Rothschild
- James Schlesinger, ehemaliger amerikanischer Verteidigungs- und Energieminister
- Paul Volcker, ehemaliger Chairman des Federal Reserve Systems